# Vértesszőlős
Vértesszőlős is een plaats (község) en gemeente in het Hongaarse comitaat Komárom-Esztergom. Vértesszőlős telt 2740 inwoners (2001). In 1965 werden er resten en werktuigen van een Homo heidelbergensis gevonden, alsook versteende voetafdrukken.